# Wotan (groupe)
Pour les articles homonymes, voir Wotan.
Wotan est un groupe italien de heavy metal, originaire de Milan, en Lombardie. Après deux démos, ils sortent l'album Carmina Barbarica sur le label grec Eat Metal Records en 2004.

## Histoire
Le groupe est formé en 1988 par Vanni Ceni (chanteur) et Marco Gianelli (guitariste). Ils sont rejoints par Salvatore Oliveri (bassiste), qui avait joué avec Ceni dans le groupe de metal classique Shiver, et, deux ans plus tard, par Tony Portaro (batteur).
En 1991, Wotan commence à se produire en concert et, en 1993, ils enregistrent leur première démo, Thunderstorm, qui est éditée à 500 exemplaires. Des morceaux de Thunderstorm sont  également diffusés sur la radio Rai (dans l'émission Planet Rock) et sur Radio Lupo Solitario. En 1994, le groupe connait une première séparation, avec la défection du batteur et du guitariste fondateur. Entre-temps, la démo de Thunderstorm commence à circuler en Grèce, rencontrant un véritable succès. 
En 1998, Wotan reprend forme avec Lorenzo Giudici (ex-Thanatos en 1995-1996) à la batterie et le nouveau guitariste Mario Degiovanni (ex-Stonehenge en 1990-1993, et ex-Warhammer en 1994-1995). En 2000, Wotan produit une deuxième démo, Under the Sign of Odin's Crows, spécialement pour les fans helléniques. Le  21 septembre 2002, Wotan participe pour la deuxième fois à l'événement Heavy Metal Assault à Athènes, dédiant la chanson Thermopiles à leur public grec.
En 2004, le premier album Carmina Barbarica est publié par le label discographique grec Eat Metal, qui est accueilli avec intérêt par les critiques internationaux et a déjà acquis une certaine notoriété à l'étranger, en particulier en Allemagne et en Grèce. En 2006, le groupe entre en studio pour enregistrer le nouvel album Epos, qui sort en avril 2007, précédé du single Vae victis. Ross the Boss collabore à l'album, jouant de la guitare et du piano sur deux titres.
En 2011, l'EP Bridge to Asgard sort. Le groupe travaille ensuite sur un nouvel album, qui s'appellera Songs of Nibelungs et sera un concept basé sur le poème épique The Song of the Nibelungs ; il sort en 2019.

## Discographie

### Albums studio
- 2004 : Carmina Barbarica
- 2007 : Epos
- 2011 : Bridge to Asgard
- 2013 : Return to Asgard
- 2019 : The Song of the Nibelungs

### Singles et démos
- 1993 : Thunderstorm (démo)
- 2000 : Under the Sign of Odin's Crows (démo)
- 2006 : Vae victis (single)